# کروم (ویرجینیای غربی)
کروم(به انگلیسی: Crum) شهری در ایالت ویرجینیای غربی کشور ایالات متحده آمریکا است که جمعیت آن در سرشماری سال ۲۰۱۰ میلادی، ۱۸۲ نفر بوده‌است.